# Anton Füster
Anton Füster, též Anton Fister (5. ledna 1808 Radovljica – 12. března 1881 Vídeň), byl rakouský římskokatolický duchovní a politik slovinského původu z Kraňska, během revolučního roku 1848 poslanec Říšského sněmu, přiklonil se k německé liberální levici a radikálně demokratické orientaci, v roce 1849 emigroval.

## Biografie
Studoval gymnázium, filozofii a teologii v Lublani (1820–1832). 28. července 1832 byl vysvěcen na kněze. V letech 1832–1833 byl teologickým adjunktem, v letech 1833–1835 kaplanem. Na Vídeňské univerzitě získal titul doktora filozofie. Pak se vrátil do rodného Kraňska. Od roku 1834 byl kazatelem v lublaňské katedrále, od 2. poloviny roku 1835 německým kazatelem v novoměstském farním kostele v Terstu. Roku 1839 přešel do Gorice jako profesor náboženských věd a všeobecné pedagogiky. Během působení v Lublani a Terstu získal reputaci vynikajícího kazatele, který si posluchače získával racionální argumentací. Tehdy také navázal kontakty se slovinskými buditeli. Udržoval styky s Matijou Čopem a Francem Prešerenem.
Od 28. června 1847 působil coby profesor náboženství a pedagogiky Vídeňské univerzitě. Byl také univerzitním kazatelem.
Během revolučního roku 1848 se zapojil do politického dění. Působil jako kaplan Akademické legie. Účastnil se pohřbu studentských obětí revoluce v březnu 1848, společně s pastorem a rabínem. Pronesl zde politickou řeč.
Ve volbách roku 1848 zvolen na rakouský ústavodárný Říšský sněm. Zastupoval volební obvod Vídeň-Mariahilf v Dolních Rakousích. Uvádí se jako profesor. Patřil ke sněmovní levici. Na sněmu hlasoval s levicí, ale sám aktivně příliš nevystupoval. Zpočátku byl nakloněn slovinskému národnímu hnutí a snažil se ho spojil s ideály liberalismu. V březnu pronesl k italským a slovinským studentům ve Vídni projev i v jejich mateřských jazycích. 29. března 1848 podepsal spolu s dalšími 43 osobnostmi petici za zachování slovinské národnosti v Kraňsku, Štýrsku a Korutanech a téhož dne se účastnil i první schůze za vytvoření slovinského samosprávného útvaru v rámci Rakouska. Výraznější ale u něj byla otázka revoluce a svobod, čímž se slovinskému hnutí odcizil a přiklonil se k německé liberální levici. 9. srpna 1848 ho skupina slovinských studentů (mj. Lovro Toman) manifestačně vyloučila ze slovinského národa. On sám hovořil o tom, že jako humanista a kněz myslí více na lidstvo než na národnost a oceňoval přínos německé kultury. V průběhu roku 1848 se profiloval jako stoupenec radikálních demokratických změn, podporoval říjnové povstání ve Vídni. Spolu s Říšským sněmem se pak přesunul do Kroměříže. Jeho názory ho vzdalovaly katolické církvi. Olomoucký arcibiskup mu zakázal sloužit mše.
Po potlačení revoluce chtěl odejít do povstaleckého Uherska, ale pod vlivem Hanse Kudlicha nakonec utekl do Německa. Žil po jistou dobu v Hamburku, pak v Bruselu. Nakonec emigroval do Anglie a 6. října 1849 odplul do Severní Ameriky. Zde žil v chudých poměrech a živil se jako učitel angličtiny, francouzštiny a italštiny. V roce 1876 se vrátil do Evropy. Žil ve Štýrském Hradci, pak ve Vídni. Zde ho podporovali jeho přátelé z roku 1848.
V roce 1850 vyšly ve Frankfurtu jeho vzpomínky Memoiren vom März 1848 bis Juli 1849.